# Eduardo Timoleon Zalony
Édouard Timoleon Zalony foi um artista e professor francês ativo no Brasil em meados do século XIX, onde foi mais conhecido  como Eduardo. Foi um dos precursores da atividade artística profissional e da fotografia na então província do Rio Grande do Sul, onde construiu sua carreira.
Filho do médico e membro da Legião de Honra Marc Philippe Zalony, nada se sabe sobre a formação nem sobre o local e data de nascimento e morte de Eduardo. O primeiro registro sobre ele data de 1º de junho de 1840, quando publicou em jornal do Rio de Janeiro um anúncio oferecendo serviços profissionais de pintor de retratos e professor de desenho e pintura. Antes de 1846 já estava instalado na cidade sulina de Rio Grande, e neste ano aparece como professor público de francês e geografia e como fundador da primeira escola pública de desenho da província, onde também lecionou.
Em 1848 foi demitido do cargo de professor público e em 1849 viajou para a Síria, retornando a Rio Grande em 1851, abrindo um atelier fotográfico bem aparelhado e fazendo grande clientela, sendo um dos primeiros fotógrafos da província. Em 1854 fundou a Sociedade Instrução e Recreio, onde lecionava desenho gratuitamente. Viajou para os Estados Unidos em 1859 a fim de aperfeiçoar sua técnica, e em 1861 abriu um atelier em Porto Alegre. Notícias na imprensa da época o citam como introdutor da técnica de retratos sobre vidro e como dono do principal estúdio de fotografia da capital, oferecendo trabalhos de um acabamento impecável. Segundo Athos Damasceno seu trabalho fotográfico de grande nitidez e beleza atraiu a atenção geral. Paralelamente manteve um colégio, onde ensinava francês, geografia, esgrima, tiro ao alvo e desenho. Também lecionava desenho em outros colégios e em aulas particulares, além de continuar sua produção de retratos em pintura e desenho.
Ganhou ainda fama de benemérito pelas obras assistencialistas a que se dedicou. Durante a epidemia de cólera de 1856 manteve às próprias custas uma enfermaria para tratamento dos doentes, recebendo o reconhecimento do imperador, que lhe concedeu a Ordem da Rosa no grau de oficial.
Zalony fez considerável reputação no Rio Grande do Sul, atuando em um período em que o circuito artístico na província era incipiente e dominado pelo amadorismo e eram raríssimos os profissionais em atividade. Antes de 1904 retornou à França. Havia acumulado uma pequena fortuna e em testamento deixou todos os seus bens para João Otelo, ex-escravo que mantivera no Brasil.